# Elecciones a la Asamblea de Melilla de 2023
Las elecciones a la Asamblea de Melilla de 2023 se celebraron el domingo 28 de mayo, durante las elecciones autonómicas de dicho año, de acuerdo con el decreto de convocatoria de elecciones dispuesto que se publicará en el Boletín Oficial de la Ciudad Autónoma de Melilla. Se eligieron los 25 diputados de la XI legislatura mediante un sistema proporcional (método D'Hondt).

## Candidatos
| Candidatura | Candidatura                          | Candidato/a a la Presidencia |
| ----------- | ------------------------------------ | ---------------------------- |
|             | Partido Popular de Melilla           | Juan José Imbroda Ortiz      |
|             | Coalición por Melilla                | Dunia Almansouri Umpiérrez   |
|             | Partido Socialista de Melilla (PSOE) | Gloria Rojas Ruiz            |
|             | Vox                                  | José Miguel Tasende Souto    |

### Otras candidaturas
- Por Melilla (Unidas Podemos, Podemos, Izquierda Unida, Alianza Verde, Mas País, Equo, independientes) - Gema Aguilar
- Creando Melilla (una escisión de Vox)
- Somos Melilla
- Contigo Somos Democracia (una escisión de Ciudadanos)

La barrera electoral que establece la legislación electoral de aplicación en Melilla es del 5%.

## Encuestas

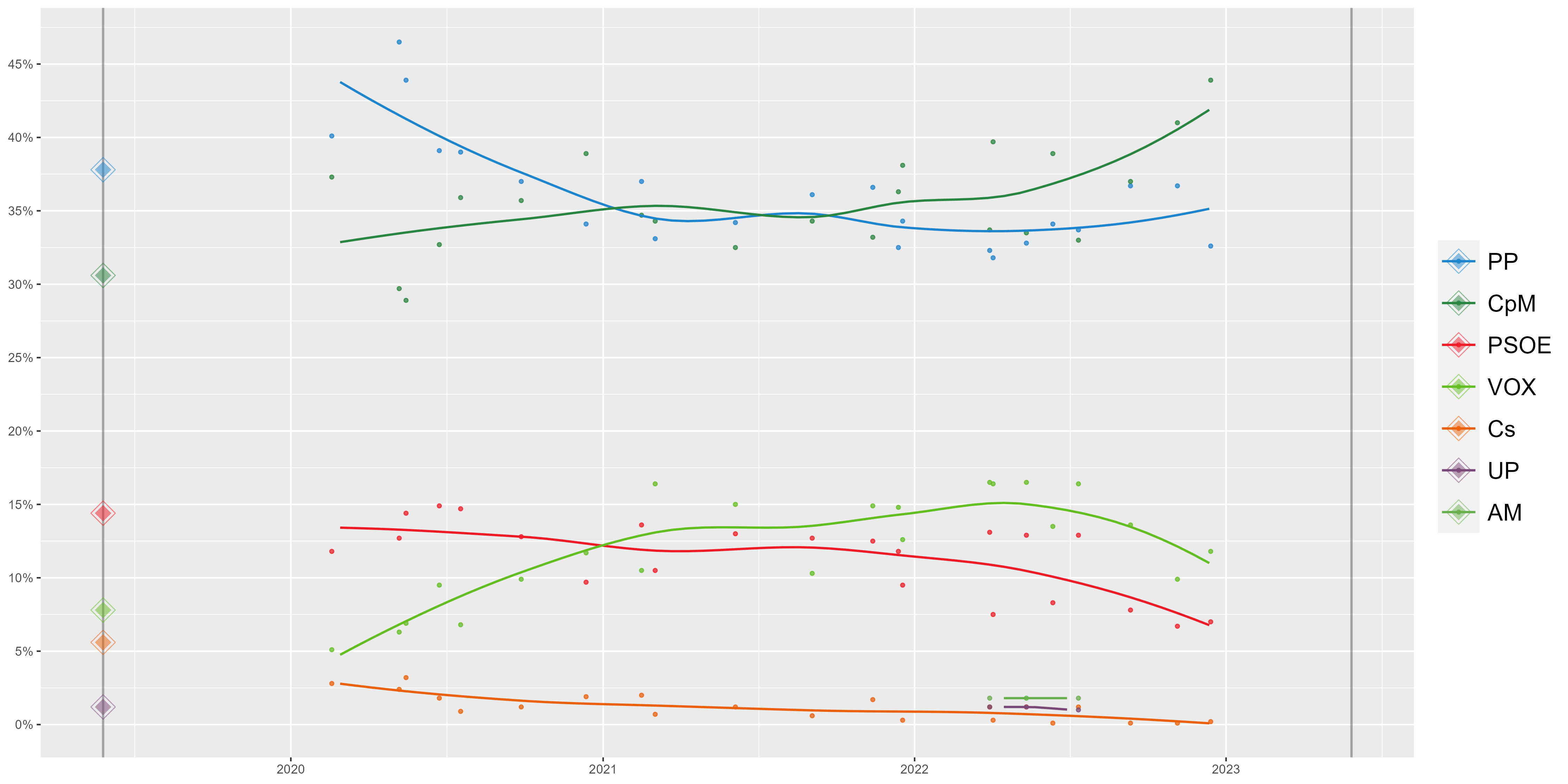
Intención de Voto a la asamblea de Melilla

## Resultados electorales
|  | 52,67 % |

|  | 18,81 % |

|  | 10,66 % |

|  | 9,94 % |

|  | 5,10 % |

|  | 0,96 % |

|  | 0,25 % |

|  | 0,24 % |

|  | 98,39 % |

|  | 1,60 % |

|  | 1,32 % |

|  | 54,36 % |

|  | 45,63 % |